# 中国人民解放军空军太平川靶场
中国人民解放军空军太平川靶场，位于吉林省松原市长岭县太平川镇，隶属中国人民解放军北部战区空军。

## 简介
空军太平川靶场是中国人民解放军空军航空兵轰炸射击靶场，位于辽宁省、吉林省、内蒙古自治区交界处，属于平原地形，可组成宽大对抗空域。空军太平川靶场具备优良的战场环境，靶场呈椭圆形布局，净空条件好，电磁干扰少。空军太平川靶场配套设施齐全，有指挥塔台、视频监控系统、评估系统，靶区内有永固式轰炸靶、激光靶、火箭靶以及多型实装靶标，曾经多次担负多型制导炸弹、常规炸弹、火箭弹等的投射任务。空军太平川靶场内地形地貌丰富，含水泡子、盐碱地、草原、树林等多种地形地貌。
2017年，空军太平川靶场完成了改扩建，建设了“航空飞镖”靶场，随后在2017年8月承办了由俄罗斯联邦国防部发起的“国际军事比赛-2017”中的“航空飞镖-2017”项目，这是中国人民解放军空军首次承办“国际军事比赛”中的“航空飞镖”项目比赛。其间中国人民解放军空军首次设立实战化新闻中心。2017年8月4日，空军太平川靶场举行“航空飞镖-2017”靶场开放日活动，这是中国人民解放军空军首次举行靶场开放活动，中国人民解放军空军和俄罗斯空天军进行了飞行表演、实弹飞行，现场上万名观众观看。